# Великосолтанівська сільська рада
| Великосолтанівська сільська рада — орган місцевого самоврядування у Васильківському районі Київської області з адміністративним центром у с. Велика Солтанівка. Водоймища на території, підпорядкованій даній раді: р. Стугна. Сільській раді підпорядковані населені пункти: - с. Велика Солтанівка - с. Хлепча |

## Склад ради
Рада складається з 16 депутатів та голови.

### Керівний склад ради
| ПІБ                        | Основні відомості                                                                       | Дата обрання | Дата звільнення |
| -------------------------- | --------------------------------------------------------------------------------------- | ------------ | --------------- |
| Григоренко Віра Михайлівна | Сільський голова, 1958 року народження, освіта, позапартійна                            | 26.03.2006   | 31.10.2010      |
| Григоренко Віра Михайлівна | Сільський голова, 1958 року народження, освіта середня спеціальна, член Партії регіонів | 31.10.2010   |                 |

Примітка: таблиця складена за даними джерела